# Qu (dígraf)
El dígraf <qu> en català s'usa per representar el so de la consonant oclusiva velar sorda [k], quan va seguida de e i i per exemple Miquel i química.